# Сестрорєцьк

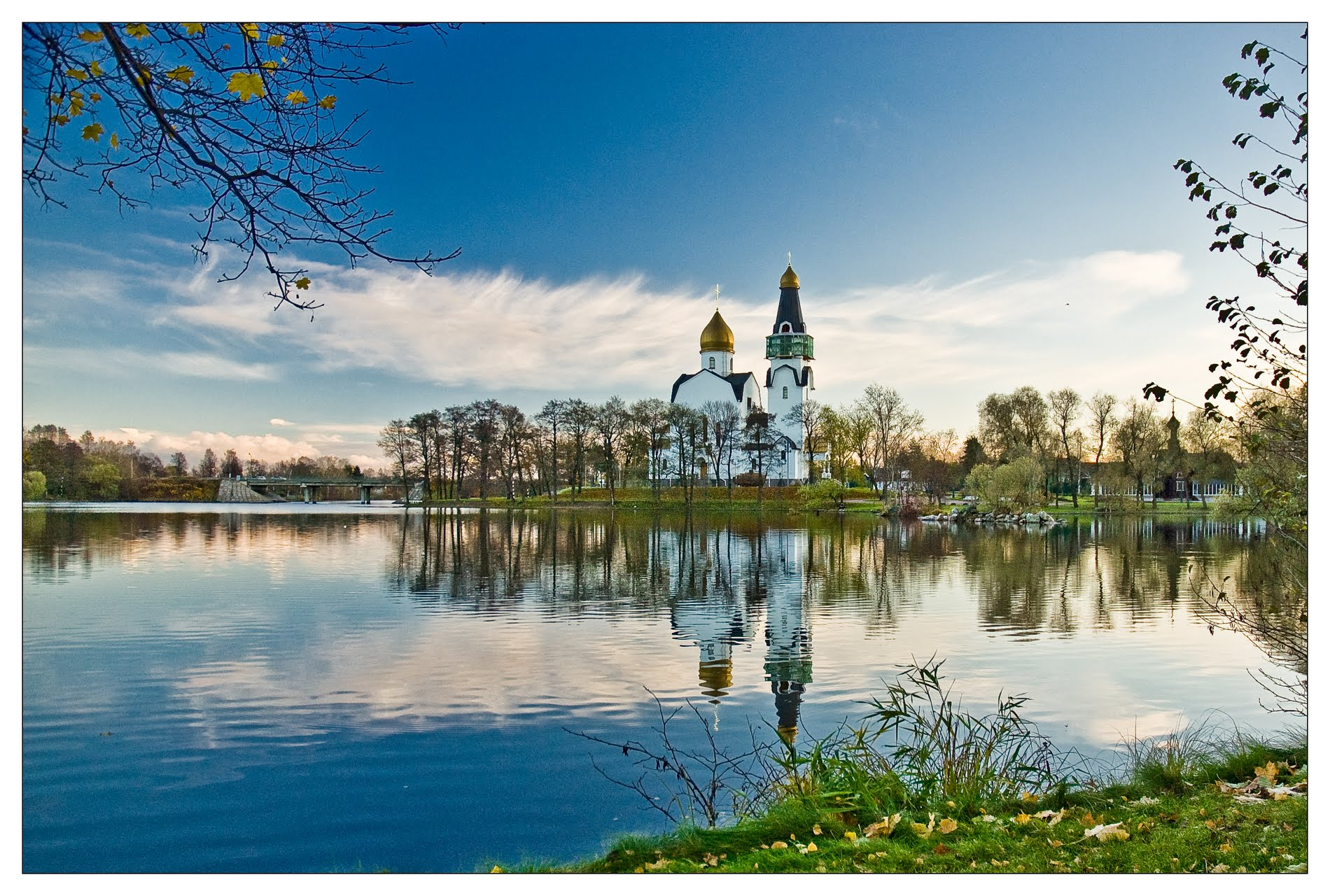
Вид на храм Петра і Павла у Сестрорєцьку

Сестрорєцьк (фін. Siestarjoki, рос. Сестрорецк) — місто в Росії, у складі Курортного району Санкт-Петербурга. Приморський кліматичний бальнеогрязевий курорт за 35 км на північний захід від центру Санкт-Петербурга зі своєю мінеральною водою та лікувальними грязями на північному березі Фінської затоки Балтійського моря.
Розташоване на півдні Карельського перешийка. По місту протікає декілька водотоків, що сполучають озеро Сестрорєцький Розлив і затоку (річка Сестра, Гагарінський струмок, або Іржава канава). В межі міста входять історичні райони Горська, Александровська, Тарховка, Розлив, Курорт і Дюни.
Залізничні станції Сестрорєцьк, Горська, Олександрівська, Тархівка, Розлив та Курорт на лінії Санкт-Петербург-Фінляндський) — Білоострів. Населення 40,3 тисячі чоловік (2003).

## Фізико-географічна характеристика

### Рельєф і геологічна будова
Місто на східному березі мілководної (глибина 2,5-3,5 м лише за 200 м від берега) Сестрорєцької бухти Фінської затоки Балтійського моря. Вздовж узбережжя - покрита лісом гряда дюн і пагорбів, яка переривається долинами річок і, невеликими озерами, ставками і ділянками оголеної морени. Піщаний («золотий») пляж шириною до 50 м. Поблизу курорту - озеро Розлив, утворене при спорудженні греблі на річці Сестрі.